# Tabula Terre Nove

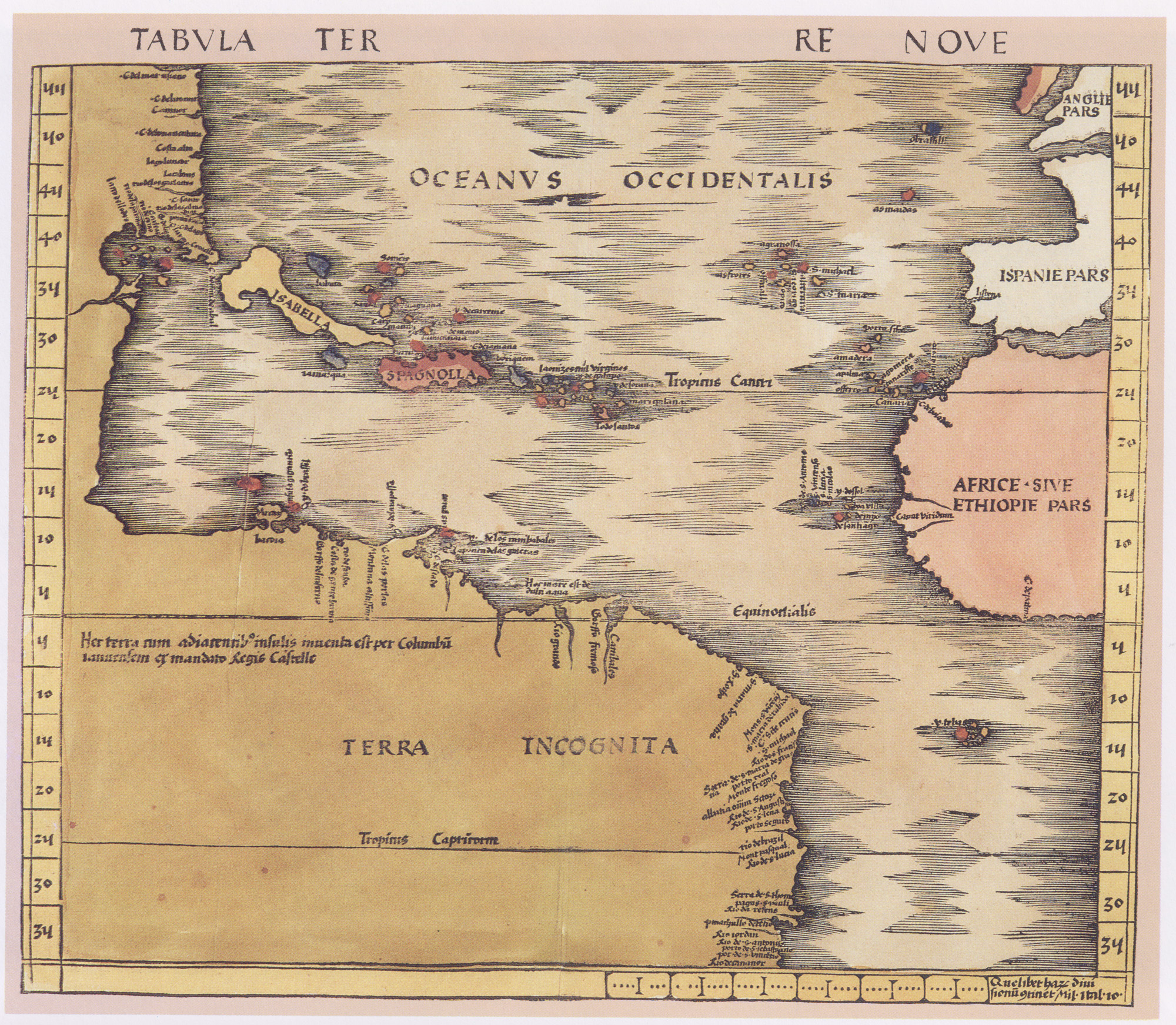
Tabula Terre Nove, Martin Waldseemüller, 1513.

Tabula Terre Nove (Mapa de las Nuevas Tierras) es el título de un mapa dibujado por Martin Waldseemüller hacia 1508 y publicado hacia 1513 dentro de una nueva edición de la Geographia de Ptolomeo. Se trata de la primera ocasión en que se recoge un mapa dedicado al Nuevo Mundo dentro de un atlas.

## Descripción
El mapa es una estampa coloreada de 38 × 49 centímetros. En los márgenes izquierdo y derecho se dibuja una escala graduada entre los 34 sur y los 44 grados norte. El título, TABVLA TER~RE NOVE, aparece en dos partes sobre el borde superior. En la esquina inferior derecha se encuentra una escala en millas italianas. 
A diferencia de lo que el propio Waldseemüller había hecho en su planisferio de 1507, la parte de América del Sur comprendida en el mapa no se denomina América, sino Terra incognita, con una leyenda que indica: «esta tierra y las islas adyacentes han sido descubiertas por Colón el genovés por mandato del rey de Castilla» Este cambio en la denominación, y la expresa atribución del descubrimiento a Colón de las tierras y no sólo de las islas antillanas, suele interpretarse como una rectificación del autor, quien estaría corrigiendo de este modo la anterior atribución del descubrimiento a Americo Vespucio.
La mención a la Abbatia omnium Sanctorum (abadía de todos los santos) sobre la costa de Brasil es un error de transcripción, que se origina al leer A Bahía de Todos Santos como La Badia de Todos Santos, error que también se comete en el planisferio de Johann Ruysch.
El mapa recoge gran parte de las islas de las Antillas, con Isaballa (Cuba), Iamaiqua (Jamaica), Spagnolla (La Española), Ia. onzes mil virgines (Islas Vírgenes) o Marigalana (María Galante). Cuba está representada con el «gancho» característico en la mayor parte de las representaciones de la época.
La representación de las costas de América Central y de América del Norte permanece sumida en el misterio. En particular, la península situada al noroeste de la Isabella resulta indeterminada. Si se trata de la Florida, como parece evidente (y comúnmente se admite), ha de advertirse que oficialmente no fue descubierta hasta 1513 por Ponce de León. Otros mapas anteriores, como el planisferio de Cantino, también representan una península en este lugar, lo que se ha explicado como resultado de posibles viajes clandestinos efectuados por marinos portugueses. Otra hipótesis, sin embargo, apunta a que se trate de Asia: en otros mapas de la época, como el de Johann Ruysch o el planisferio de Contarini fusionan explícitamente las costas de América del Norte con el continente asiático. El propio Waldseemüller, que había representado América como continente separado en su planisferio de 1507, en un mapa de 1516 presentaba ambos continentes unidos, con una leyenda situada sobre América del Norte que decía: Terra de Cuba Asie Partis (Tierra de Cuba, parte de Asia), siguiendo las convicciones colombinas. Y según Thomas Suárez, en uno de los proyectos elaborados por Waldseemüller para la Tabula Terre Nove, Cuba aparecía unida a la supuesta «Florida».

## Historia
El título completo del mapa, tal como se recoge en el índice del Ptolomeo de 1513 donde iba incorporado, es Carta marina, también llamada hidrografía, rectificada por los muy exactos viajes de navegación hechos por un antiguo almirante del serenísimo rey de Portugal Fernando, seguido por otros exploradores: elaborado bajo el patrocinio de René, muy ilustre duque de Lorena, ya fallecido La mención a Fernando como rey de Portugal y no de Castilla parece una simple errata. René II de Lorena había muerto en 1508; si el mapa se realizó por encargo suyo, ha de ser anterior a esa fecha. Según Henry Harrisse, se dibujó tomando como modelo un mapa portugués que René había obtenido en 1504. El «viejo almirante» mencionado en el título es, con toda probabilidad, Cristóbal Colón, «almirante de la mar Océana». Por tal motivo el mapa se conoce también como carta del Almirante en la literatura cartográfica.
El mapa portugués original estaría, sin duda, emparentado con el planisferio de Cantino, con el que comparte numerosos topónimos.